# Phlogophora latilinea
Phlogophora latilinea är en fjärilsart som beskrevs av Louis Beethoven Prout 1928. Phlogophora latilinea ingår i släktet Phlogophora och familjen nattflyn. Inga underarter finns listade i Catalogue of Life.